# Фаринки
Фаринки (укр. Фаринки) — село в Камень-Каширской городской общине Камень-Каширского района Волынской области Украины .староста села Шилік Роман Богданович.
Население по переписи 2001 года составляет 700 человек. Почтовый индекс — 44532. Телефонный код — 3357. Занимает площадь 2,811 км².